# Zhongguancun

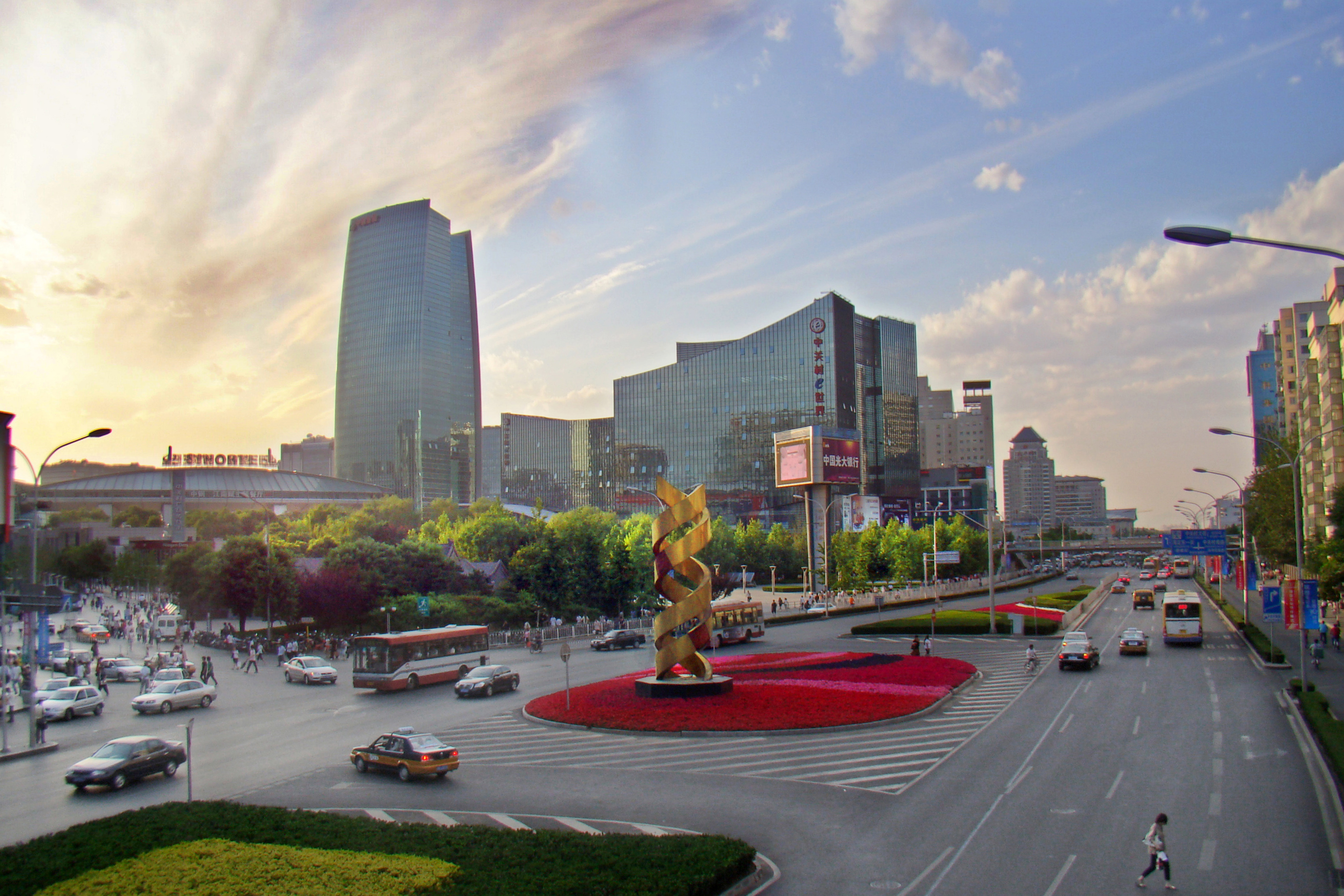
Vista di Zhongguancun.

Zhongguancun (中关村S, ZhōngguāncūnP) è un hub tecnologico nel distretto di Haidian a Pechino, in Cina.

## Storia
L'area di Zhongguancun è abitata dagli anni cinquanta, ma è chiamata con questo nome solo dai primi anni ottanta. La prima persona a prospettare un futuro nell'alta tecnologia per Zhongguancun è stato Chen Chunxian, un membro dell'Accademia Cinese delle Scienze che aveva visitato la Silicon Valley in un viaggio finanziato dal governo.
L'interesse tecnologico dell'area di Zhongguancun è stato ufficialmente riconosciuto dal governo cinese nel 1988 con il nome di Beijing High-Technology Industry Development Experimental Zone.
Nel 1999 il quartiere è stato ridenominato Zhongguancun Science & Technology Zone anche se si è allargato oltre l'area originale di Zhongguancun, la quale corrisponde all'odierno parco Haidian.

## Centri di ricerca e istruzione
Due importanti università hanno sede vicino a Zhongguancun: l'Università di Pechino e l'Università Tsinghua. Anche l'Accademia Cinese delle Scienze si trova in prossimità del quartiere.

## Aziende

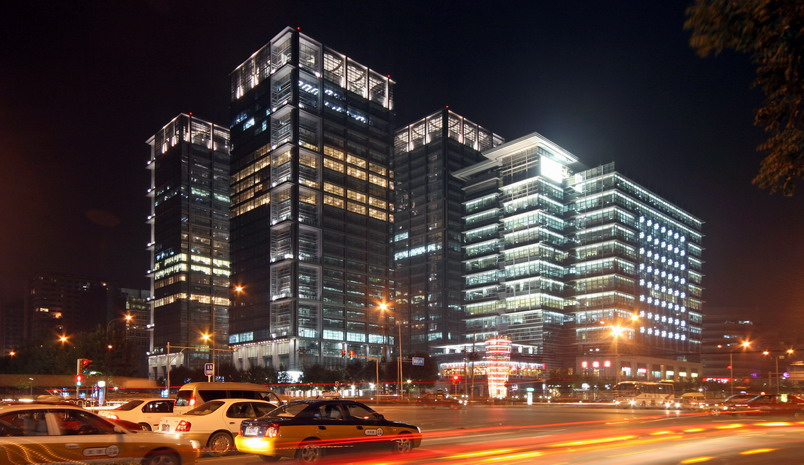
Il centro di ricerca di Microsoft a Zhongguancun.

Numerose compagnie tecnologiche hanno sede a Zhongguancun, tra le quali Stone Group, Founder Group, e Lenovo. Secondo il Beijing Statistical Yearbook del 2004 nell'area vi sono più di 12 000 imprese ad alta tecnologia, le quali hanno in totale 489 000 dipendenti. Molte di queste compagnie sono spin-off dell'Università di Pechino o dell'Università Tsinghua.
Numerose multinazionali estere dell'alta tecnologia hanno le loro sedi cinesi o dei centri di ricerca a Zhongguancun, tra cui Google, Intel, AMD, Oracle, Motorola, Sony ed Ericsson. Microsoft ha costruito nel 2011 un centro di ricerca per 5000 dipendenti, chiamato Microsoft Research Asia. Anche il centro di sviluppo dei processori Loongson si trova nel quartiere.
Numerosi eventi sono inoltre tenuti a Zhongguancun, tra cui la conferenza annuale ChinICT sull'alta tecnologia e l'imprenditoria in Cina.

## Trasporti
L'area è attraversata dalle linee 4 e 10 della metropolitana di Pechino, in particolare nelle stazioni di Zhongguancun e Haidian Huangzhuang. Inoltre il quartiere è servito da numerose linee di autobus.